# Mycteromyiella laetifica
Mycteromyiella laetifica là một loài ruồi trong họ Tachinidae.